# Périplo
Périplo (do latim periplus a partir do grego antigo: περίπλους periplous, "circum-navegação") na antiga navegação dos fenícios, gregos e romanos era um documento manuscrito que registrava, em uma seqüência, os portos e os pontos geográficos costeiros, com as distâncias aproximadas entre eles, que o capitão de uma embarcação poderia esperar encontrar ao navegar em volta de um mar ou ao longo das costas de um país.
Vários exemplares de periploi foram preservados:
- A Circunavegação fenícia da África ordenada pelo faraó Neco II (616 a.C.) Descrito por Heródoto.
- O périplo de Hanno, o Navegador, um almirante cartaginês que, na primeira metade do século VI a.C., empreendeu uma viagem de colonização e exploração pela costa atlântica da África, descrevendo o litoral desde o atual Marrocos até o Golfo da Guiné.
- Píteas de Massília, por volta do ano 325 a.C., fez uma viagem de exploração ao Noroeste da Europa, circum-navegando a Grã-Bretanha nessa mesma época. Seu périplo Do Oceano (Περι του Ωκεανου), não foi preservado, apenas restaram excertos citados e parafraseados por autores posteriores.
- O Périplo de Pseudo-Cílax, um manuscrito da Grécia Antiga atribuído ao século IV ou III a.C..
- O Périplo massaliota, uma descrição das rotas de comércio ao longo da costa atlântica da Europa, provavelmente datada do século VI a.C..
- O Périplo do Mar Eritreu foi escrito por um alexandrino romanizado no século I. Dá o itinerário do contorno da costa do Mar Vermelho (da Eritreia), iniciando pelo porto de Berenice. Além do Mar Vermelho, o manuscrito descreve o litoral da Índia até chegar ao rio Ganges e a costa oriental da África (chamada Azânia).
- O Périplo do Ponto Euxino, descrição das rotas de comércio ao longo das costas do Mar Negro, escrito por Arriano no início do século II.
- O Périplo do Mar Exterior. Marciano de Heracleia (ca. 400)
- o périplo africano, estratégia portuguesa para chegar à Índia contornando a África (séculos XV-XVI).